# Tetralobus rotundifrons
Tetralobus rotundifrons is een keversoort uit de familie kniptorren (Elateridae). De wetenschappelijke naam van de soort werd voor het eerst geldig gepubliceerd in 1847 door Félix Édouard Guérin-Méneville.